# Aloe suffulta
Aloe suffulta é uma espécie de liliopsida do gênero Aloe, pertencente à família Asphodelaceae.